# Contea di Sumner (Tennessee)
La contea di Sumner in inglese Sumner County è una contea dello Stato del Tennessee, negli Stati Uniti. La popolazione al censimento del 2000 era di 130 449 abitanti. Il capoluogo di contea è Gallatin.
Goodlettsville fa parte sia della Conta di Davidson che della Contea di Sumner.